# Dragon Ball Z: Tenkaichi Tag Team
Dragon Ball Z: Tenkaichi Tag Team (ドラゴンボール タッグバーサス, Doragon bōru: Taggu bāsasu, littéralement « Dragon Ball: Tag Versus »), est un jeu vidéo de combat, édité par Atari Inc. / Namco Bandai Games et développé par Spike sur l'univers de Dragon Ball Z. Le jeu est disponible en 2010 sur PlayStation Portable.

## Modes de jeu

### Système de jeu
Ce nouveau jeu de combat de Namco Bandai, reprenant l'histoire originale de la saga Saiyan à la saga Boo, proposera notamment pour la première fois de participer à des combats en deux contre deux.
En plus de ce mode, jouable notamment à deux via le système de connexion sans fil de la PSP, un mode Dragon Walker sera également de la partie. Enfin, concernant le gameplay, le système de contrôles aura été optimisé afin de rendre le jeu plus accessible

### Scénario
Le mode Scénario propose plusieurs séries de combats semi-scriptés, reprenant les principaux moments forts de Dragon Ball Z.
- La saga Saiyan permet de combattre Raditz, puis Nappa et enfin Vegeta.
- La saga Freezer entraîne le joueur sur la planète Namek, où il devra affronter les troupes de Freezer, puis le tyran lui-même.
- La saga Cyborgs met le joueur aux prises avec les humains artificiel du Docteur Gero puis avec Cell.
- La saga Buu retrace les multiples combats de Son Goku et ses amis contre la créature maléfique Buu.

### Combat Libre
Le mode Combat Libre permet d'affronter un ou plusieurs adversaires contrôlé par l'IA.

### Combat 100
Le mode Combat 100 est un mode qui vous propose d'affronter diverses équipe adversaires partageant des liens entre eux, dans une série de 100 combats différents. L'objectif étant d'essayer d'obtenir le meilleur score possible. La difficulté des combats (marquée de 1 jusqu'à 5 étoiles) augmente au fur et à mesure que vous progressez dans le mode.

### Survie
- La partie Survie, qui permet d'enchaîner des combats à l'infini (jusqu'à ce que le joueur perde) afin de mettre en place un record.

### Combat réseau (ad hoc)
Le mode Combat réseau permet de faire des combats en réseau à partir de 2 à 4 joueurs grâce au PlayStation Network.

### Entraînement
Le mode Entrainement permet d'apprendre les techniques de base et avancées du jeu, et d'expérimenter librement les attaques des différents personnages.

### Arènes
- Namek Village
- Namek Terre
- Namek Explosion
- Terre Rocheuse
- Terre Désert
- Ville en Ruines
- Planète Kaio
- Cell Game

## Personnages jouables
- Son Goku (normal, Super Saïyen 1, 2 et 3)
- Son Gohan (junior)
- Son Gohan adolescent (normal, Super Saïyen 1 et 2)
- Son Gohan (normal, Super Saïyen 1 et 2, potentiel libéré par Rou Dai Kaiô Shin)
- Son Goten (normal, Super Saïyen 1)
- Vegeta ((tenue saïyenne/tenue terrienne) normal, Super Saïyen 1 et 2
- Majin Vegeta)
- Trunks (normal, Super Saïyen 1)
- Trunks du futur ((tenue terrienne) normal, Super Saïyen 1)
- Trunks du futur ((tenue saiyenne) normal, Super Saïyen 1)
- Gotenks (Super Saïyen 1 et 3)
- Gogeta (Super Saïyen)
- Vegeto (Super Vegeto)
- Videl (normal)
- Krilin (normal)
- Yamcha (normal)
- Chaozu (normal)
- Ten Shin Han (normal)
- Piccolo (normal)
- Baddack (normal)
- Radditz (normal)
- Vegeta (détecteur)
- Nappa (normal)
- Saibai-man (normal)
- Kiwi (normal)
- Zabon (1re forme, 2e forme)
- Dodoria (normal)
- Jeese (normal)
- Butta (normal)
- Reacum (normal)
- Guldo (normal)
- Ginyû (normal)
- Soldat de Freezer (normal)
- Freezer (1re forme, 2e forme, 3e forme, forme finale, 100 % pleine puissance)
- C-16 (normal)
- C-17 (normal)
- C-18 (normal)
- C-19 (normal)
- Dr Gero (normal)
- Cell (1re forme, 2e forme, forme parfaite, forme super parfaite)
- Cell Junior
- Broly (Super Saïyen Légendaire)
- Dabra (normal)
- Boo (normal)
- Super Boo (normal, Son Gohan absorbé)
- Boo petit (normal)

## Accueil
Le jeu a reçu d'assez moyennes notes :
- Jeuxvideo.com : 13 / 20[2]
- Gamekult : 5 / 10[3]
- IGN : 6,6 / 10[4]